# مقاطعة هي
مقاطعة هي هي إحدى مقاطعات منطقة آنهوي في الصين.